# Jaroslav Netolička
Jaroslav Netolička (* 3. března 1954, Opava) je bývalý český fotbalový brankář, držitel bronzové medaile z mistrovství Evropy 1980 a zlaté medaile z letních olympijských her 1980 v Moskvě. Po skončení aktivní kariéry působí jako trenér.
Jeho manželkou je Taťána Kocembová-Netoličková.

## Fotbalová kariéra
V československé reprezentaci nastoupil v 15 utkáních. Rozhodl o bronzu na ME 1980, když v penaltovém rozstřelu utkání o třetí místo chytil v pořadí devátou penaltu Italu Collovatimu. V letech 1973–1982 byl hráčem Dukly Praha, s níž získal tři mistrovské tituly (1977, 1979, 1982) a jeden Československý pohár (1981). Dále v československé lize chytal za TJ Vítkovice. Nastoupil ve 152 ligových utkáních. Za reprezentaci do 21 let nastoupil v 6 utkáních, za reprezentační B-tým nastoupil ve 2 utkáních a za olympijskou reprezentaci nastoupil v 1 utkání. V Poháru mistrů evropských zemí nastoupil v 6 utkáních, v Poháru vítězů pohárů ve 4 utkáních a v Poháru vítězů pohárů ve 2 utkáních.

## Ligová bilance
| Ročník             | Zápasy | Góly | Minuty | Nuly | Klub         |
| ------------------ | ------ | ---- | ------ | ---- | ------------ |
| I. liga 1973/74    | 1      | 0    | 7      | 0    | Dukla Praha  |
| I. liga 1974/75    | 2      | 0    | 105    | 0    | Dukla Praha  |
| I. liga 1975/76    | 2      | 0    | 180    | 0    | Dukla Praha  |
| I. liga 1976/77    | 26     | 0    | 2 340  | 11   | Dukla Praha  |
| I. liga 1977/78    | 28     | 0    | 2 520  | 9    | Dukla Praha  |
| I. liga 1978/79    | 9      | 0    | 791    | 5    | Dukla Praha  |
| I. liga 1979/80    | 21     | 0    | 1 890  | 8    | Dukla Praha  |
| I. liga 1980/81    | 15     | 0    | 1 350  | 4    | Dukla Praha  |
| I. liga 1981/82    | 11     | 0    | 904    | 3    | Dukla Praha  |
| I. liga 1982/83    | 7      | 0    | 611    | 3    | Dukla Praha  |
| I. liga 1982/83    | 13     | 0    | 1 170  | 1    | TJ Vítkovice |
| I. liga 1983/84    | 9      | 0    | 810    | 3    | TJ Vítkovice |
| I. liga 1984/85    | 16     | 0    | 1 440  | 3    | TJ Vítkovice |
| CELKEM I. ČS. LIGA | 160    | 0    | 14 118 | 50   |              |

## Trenérská kariéra
- 2003/04 FC Vysočina Jihlava